# Carabodes niger
Carabodes niger är en kvalsterart som beskrevs av Banks 1895. Carabodes niger ingår i släktet Carabodes och familjen Carabodidae. Inga underarter finns listade.